# Lemuel Owen
Lemuel Cambridge Owen, né le 1er novembre 1822 à Charlottetown, I.-P.-E., décédé le 26 novembre 1912 à Charlottetown, était un homme politique canadien.

## Biographie
Il commence sa carrière politique en 1866 en étant élu à l'assemblée provinciale sous la bannière conservatrice.
Il est ensuite élu Premier ministre de 1873 à 1876.